# Esperiopsis
Esperiopsis är ett släkte av svampdjur. Esperiopsis ingår i familjen Esperiopsidae.

## Dottertaxa tillEsperiopsis, i alfabetisk ordning[1]
- Esperiopsis bathybia
- Esperiopsis challengeri
- Esperiopsis chindoensis
- Esperiopsis crassofibrosa
- Esperiopsis decora
- Esperiopsis desmophora
- Esperiopsis diasolenia
- Esperiopsis ferruginea
- Esperiopsis flagellum
- Esperiopsis flagrum
- Esperiopsis flava
- Esperiopsis heardi
- Esperiopsis incognita
- Esperiopsis informis
- Esperiopsis inodes
- Esperiopsis koltuni
- Esperiopsis lesliei
- Esperiopsis lingua
- Esperiopsis macrosigma
- Esperiopsis magnifolia
- Esperiopsis megachela
- Esperiopsis papillata
- Esperiopsis pedicellata
- Esperiopsis plumosa
- Esperiopsis polymorpha
- Esperiopsis praedita
- Esperiopsis profunda
- Esperiopsis pulchella
- Esperiopsis radiata
- Esperiopsis rugosa
- Esperiopsis scotiae
- Esperiopsis stipula
- Esperiopsis strongylatus
- Esperiopsis strongylophora
- Esperiopsis symmetrica
- Esperiopsis varia
- Esperiopsis variussigma
- Esperiopsis villosa